# Guatteria rotundata
Guatteria rotundata este o specie de plante angiosperme din genul Guatteria, familia Annonaceae, descrisă de Paulus Johannes Maria Maas și Van Setten. Conform Catalogue of Life specia Guatteria rotundata nu are subspecii cunoscute.